# Lijst van voetbalinterlands Bahrein - Libanon (vrouwen)
Deze lijst van voetbalinterlands is een overzicht van alle officiële voetbalinterlands tussen de nationale vrouwenteams van Bahrein en Libanon. De landen hebben tot nu toe twee keer tegen elkaar gespeeld.

## Wedstrijden
| № | Plaats   | Datum          | Competitie                        | Wedstrijd         | Uitslag |
| - | -------- | -------------- | --------------------------------- | ----------------- | ------- |
| 1 | Paphos   | 18 maart 2015  | Vriendschappelijk                 | Bahrein − Libanon | 3 − 1   |
| 2 | Muharraq | 7 januari 2019 | West-Aziatisch kampioenschap 2019 | Bahrein − Libanon | 3 − 2   |

## Samenvatting
| Competitie                   | Totaal gespeeld | Winst Bahrein | Gelijk | Winst Libanon | Doelsaldo Bahrein – Libanon |
| ---------------------------- | --------------- | ------------- | ------ | ------------- | --------------------------- |
| West-Aziatisch kampioenschap | 1               | 1             | 0      | 0             | 3 − 2                       |
| Vriendschappelijk            | 1               | 1             | 0      | 0             | 3 − 1                       |
| Totaal                       | 2               | 2             | 0      | 0             | 6 − 3                       |